# Otar Chiladze
Otar Chiladze (en georgiano ოთარ ჭილაძე; Signagi, 8 de noviembre de 1933 - Tiflis, 1 de octubre de 2009) fue un escritor georgiano, quien junto a Guram Dochanashvili, fue considerado uno de los escritores georgianos más importantes del siglo XX.
Su hermano mayor, Tamaz Chiladze, fue también escritor.

## Obra
Los primeros versos de Otar Chiladze aparecieron en 1952 en el almanaque Pirveli Skhhivi y en 1959 se publicó su primera colección poética, Trenes y pasajeros.
Pero sobre todo gozó de un gran reconocimiento por una serie de novelas largas como Caminaba un hombre (1972-1973), Todos lo que me encuentren (1976) y Avelum (1995).
Sus novelas fusionan la mitología sumeria y griega con las vicisitudes a las que se enfrenta un intelectual georgiano moderno.
Así, Caminaba un hombre (გზაზე ერთი კაცი მიდიოდა) está ambientada en Vani, la capital semilegendaria de la Cólquida; la obra explora las ramificaciones georgianas del mito de Jasón, el vellocino de oro y Medea, pero, al mismo tiempo, narra la mítica intervención griega en la Cólquida como una alegoría de la conquista de Georgia por parte de Rusia y la Unión Soviética.
Su última novela, La canasta (გოდორი, 2003), es una saga que retrata abiertamente el «imperio del mal» a través de un largo viaje por la sociedad y la cultura georgiana que comienza a finales del siglo XIX. Esta obra ganó el premio literario SABA como la mejor novela de 2003.
Otar Chiladze ha recibido algunos de los premios estatales más importantes de Georgia y en 1998 fue nominado para el Premio Nobel junto con otros cinco escritores. 
Sus obras han sido traducidas al inglés, ruso, estonio, serbio, francés, danés, alemán, búlgaro, húngaro, checo, eslovaco y español.

### Poesía
- Trenes y pasajeros (1959)
- Azulejos de arcilla (1963)
- Las escaleras (2003)

### Novelas
- Caminaba un hombre (გზაზე ერთი კაცი მიდიოდა, 1973)
- Todos los que me encuentren (1976)
- El teatro de hierro (1981)
- El gallo de marzo (1991)
- Avelum (1995)
- La canasta (2003)